# ラチェッド
『ラチェッド』（原題: Ratched）は、2020年に配信されたアメリカ合衆国のテレビドラマシリーズ。映画『カッコーの巣の上で』に登場した看護師長ラチェッドを描く。原作・制作はエヴァン・ロマンスキー、出演はサラ・ポールソン、フィン・ウィットロック、シンシア・ニクソンなど。2020年9月18日にNetflixオリジナル作品として全世界へ配信された。本作は第2シーズンの製作が決定している。

## あらすじ
1947年、ミルドレッド・ラチェッドは精神科病院で看護師として働き始める。そこは神父4人を惨殺した殺人鬼エドモンド・トールソンを受け入れる州立病院ルシアだった。ラチェッドは上品な見た目とは裏腹に、心の底に抑えきれない黒い闇を抱えていた。

## キャスト

### メイン
ミルドレッド・ラチェッド
演 - サラ・ポールソン、日本語吹替 - 安藤麻吹
エドモンド・トールソン
演 - フィン・ウィットロック 、日本語吹替 - 福田賢二
グウェンドリン・ブリッグス
演 - シンシア・ニクソン 、日本語吹替 - 渡辺美佐
ドクター・リチャード・ハノーバー
演 - ジョン・ジョン・ブリオネス 、日本語吹替 - 上田燿司
Huck Finnigan
演 - チャーリー・カーヴァー 、日本語吹替 - 奥田寛章
バケット主任
演 - ジュディ・デイヴィス 、日本語吹替 - 伊倉一恵
レノア
演 - シャロン・ストーン

### リカーリング
ウェインライト
演 - コリー・ストール 、日本語吹替 - 咲野俊介
Governor George Willburn
演 - ヴィンセント・ドノフリオ 、日本語吹替 - 石住昭彦
Nurse Dolly
演 - アリス・イングラート
Louise
演 - アマンダ・プラマー 、日本語吹替 - 犬山イヌコ
Harold
演 - Jermaine Williams
Lily Cartwright
演 - Annie Starke 、日本語吹替 - 佐野愛
Henry Osgood
演 - Brandon Flynn
Trevor Briggs
演 - Michael Benjamin Washington 、日本語吹替 - 中務貴幸
Charlotte Wells
演 - ソフィー・オコネドー

## エピソード
| 通算 話数 | タイトル                                         | 監督                     | 脚本                                        | 公開日        |
| --------- | ------------------------------------------------ | ------------------------ | ------------------------------------------- | ------------- |
| 1         | "エピソード" "Pilot"                             | ライアン・マーフィー     | Evan Romansky                               | 2020年9月18日 |
| 2         | "アイスピック" "Ice Pick"                        | ライアン・マーフィー     | Ian Brennan                                 | 2020年9月18日 |
| 3         | "慈悲の天使" "Angel of Mercy"                    | Nelson Cragg             | Ian Brennan                                 | 2020年9月18日 |
| 4         | "慈悲の天使: パート2" "Angel of Mercy: Part Two" | マイケル・アッペンダール | Evan Romansky                               | 2020年9月18日 |
| 5         | "ダンス" "The Dance"                             | マイケル・アッペンダール | Ian Brennan                                 | 2020年9月18日 |
| 6         | "解き放たれて" "Got No Strings"                  | Jessica Yu               | Jennifer Salt & Ian Brennan                 | 2020年9月18日 |
| 7         | "死ぬまでにしたいこと" "The Bucket List"         | ジェニファー・リンチ     | Ian Brennan                                 | 2020年9月18日 |
| 8         | "ミルドレッドとエドモンド" "Mildred and Edmund"  | Daniel Minahan           | Ian Brennan & Evan Romansky & Jennifer Salt | 2020年9月18日 |

## 製作
2017年9月6日、Netflixは製作を発表した。Netflixは、番組に興味を持っていたHuluやAppleとの入札合戦を勝ち抜いたと報じられている。シーズン1の撮影は2019年初頭にモントレー、ロサンゼルス、20世紀フォックススタジオで行われた。

## 評価

### 批評
本作のシーズン1は批評集積サイトのRotten Tomatoesに64件のレビューがあり、批評家支持率は60%、平均点は10点満点で6.33点となっている。また、Metacriticには25件のレビューがあり、加重平均値は51/100となっている。